# Nemacheilus denisoni
Nemacheilus denisoni és una espècie de peix de la família dels balitòrids i de l'ordre dels cipriniformes.

## Morfologia
Fa 5 cm de llargària màxima.

## Hàbitat i distribució geogràfica
És un peix d'aigua dolça, bentopelàgic i de clima tropical, el qual viu als rius i rierols amb substrat de còdols, pedres i roques dels Ghats Occidentals, el Rajasthan, Karnataka, Kerala, Maharashtra i Tamil Nadu (l'Índia).

## Principals amenaces
Les seues principals amenaces són la seua captura per al mercat internacional de peixos d'aquari, la pesca amb dinamita i verí, i la contaminació de l'aigua causada per la sedimentació, els residus orgànics domèstics i els pesticides.

## Observacions
És inofensiu per als humans.